# Araldica ecclesiastica
L'araldica ecclesiastica è quella particolare branca dell'araldica che si occupa degli stemmi degli ecclesiastici, in particolar modo di quelli appartenenti alla Chiesa cattolica. Tali stemmi presentano, oltre a uno scudo personale, numerosi e costanti ornamenti esterni che riprendono le insegne delle dignità a cui si riferiscono.

## Grammatica araldica
- Triregno. Ad uso esclusivo del Papa, che sormonta il relativo stemma. La triplice corona a cupola rappresenta la reggenza papale sulla Chiesa universale.

- Galero. Ad uso di tutti gli altri stemmi ecclesiastici. È l'elemento caratterizzante, il cappello ecclesiastico, posto sulla sommità ornamento dello scudo, più che come figura presente nello stemma. Consiste di un cappello a tesa lunghissima con due cordoni laterali da cui si apre una fioccatura di nappe. Il galero è utilizzato come elemento identificativo della gerarchia ecclesiastica e consente l'immediato riconoscimento del grado del titolare dello stemma grazie al colore e al numero delle nappe o fiocchi. Il colore del galero identifica l'ordine gerarchico di appartenenza: rosso per i cardinali, verde per gli arcivescovi, i vescovi e i patriarchi, paonazzo per i monsignori e nero per i presbiteri. I cordoni sono del colore delle rispettive nappe, eccetto che per i cappellani ed i patriarchi, che li hanno intrecciati d'oro, e per i cappellani delle altre istituzioni statali, che li hanno intrecciati d'argento. Anche il numero delle nappe identifica l'ordine gerarchico. Si vengono così ad avere i seguenti tipi di galero (viene di seguito indicata la quantità di nappe - o fiocchi - per parte e la disposizione con cui esse sono poste a pendere: es. 1, 2, 3 = una fila con 1 fiocco, a cui sono appesi due fiocchi, a cui sono appesi tre fiocchi; e così via):
  - Cardinale: galero rosso con 15 nappe rosse - 1, 2, 3, 4, 5
  - Patriarca o primate: galero verde con 15 nappe verdi - 1, 2, 3, 4, 5
  - Arcivescovo: galero verde con 10 nappe verdi - 1, 2, 3, 4
  - Vescovo, abate mitrato, prelato nullius o superiore maggiore di diritto pontificio: galero verde con 6 nappe verdi - 1, 2, 3
  - Prelato di fiocchetto: galero paonazzo con 10 nappe rosse - 1, 2, 3, 4
  - Protonotario apostolico: galero paonazzo con 6 nappe rosse - 1, 2, 3
  - Prelato d'onore di Sua Santità: galero paonazzo con 6 nappe paonazze - 1, 2, 3
  - Cappellano di Sua Santità: galero nero con 6 nappe paonazze - 1, 2, 3
  - Vicario generale, vicario episcopale, prevosto, vicario foraneo, abate o protonotario apostolico onorario: galero nero con 6 nappe nere - 1, 2, 3
  - Canonico: galero nero con 3 nappe nere - 1, 2
  - Vicario Parrocchiale: galero nero con 2 nappe nere - 1, 1
  - Presbitero: galero nero con 1 nappa nera - 1

- Chiavi decussate. Sono una d'oro a destra e una d'argento a sinistra, con l'impugnatura rivolta verso il basso. Sono riscontrabili dietro o sopra lo stemma papale oppure nello stemma del cardinale camerlengo durante la sede vacante oppure nello stemma della Città del Vaticano. Le chiavi in araldica compaiono già nel XIII ma solo un secolo più tardi saranno poste in decusse. La chiave d'oro fa riferimento al potere del pontefice di sciogliere e legare le cose ultraterrene, mentre la chiave d'argento indica il potere spirituale terreno.

- Croce astile. Posta dietro lo scudo, può essere semplice ovvero ad una traversa per i vescovi e i cardinali con dignità vescovile, oppure doppia a due traverse per i patriarchi, gli arcivescovi e i cardinali con dignità arcivescovile o patriarcale. Nei secoli passati infatti, già dal V secolo, la croce astile a una traversa precedeva il romano pontefice e in seguito anche i suoi legati. Furono papa Innocenzo III e papa Clemente V, rispettivamente nel 1215 e nel XIV secolo, a conferire il privilegio ai patriarchi e agli arcivescovi di farsi annunciare dalla croce astile, ma solo in assenza del papa o di un ambasciatore pontificio. I vescovi non ottennero mai il privilegio della croce astile, tuttavia con il tempo ne imposero l'utilizzo nel decoro araldico mentre i patriarchi e gli arcivescovi adottarono la variante patriarcale. I cardinali privi di dignità episcopale, in araldica, non hanno diritto alla croce astile dietro lo scudo.

- Croce di San Giovanni. In bianco a otto punte, può essere posta dietro lo scudo. Indica un'onorificenza dell'Ordine di Malta. Il gran maestro la inquarta nel proprio scudo.

- Croce dell'Ordine equestre del Santo Sepolcro di Gerusalemme. Al rosso, accantonata da 4 crocette dello stesso. Si pone dietro lo scudo oppure gli alti gradi possono inquartarla nel loro stemma.

- Mazza priorale. Usata negli stemmi dei prevosti, dei priori religiosi o di confraternite, dei maestri di coro e dei primi cantori oppure nelle armi dei religiosi che non godono di altri ornamenti come le badesse, a cui è unito il rosario. Consiste in un bastone pastorale che alla sommità termina con una sfera, un fiordaliso o una chiesa.

## Galleria di stemmi

### Chiesa cattolica
Papa

Stemma del papa con il triregno
Stemma del papa con mitra e pallio
Stemma del papa con la sola mitra

Sede pontificia vacante

Stemma della sede vacante
Stemma da cardinale camerlengo, con basilica

 Cardinali 

Stemma da cardinale arcivescovo metropolita o cardinale patriarca (con pallio)
Stemma da cardinale arcivescovo non metropolita (senza pallio)
Stemma da cardinale, vescovo
Stemma da cardinale non insignito di dignità episcopale

 Patriarchi e primati 

Stemma da patriarca non cardinale
Stemma da primate non cardinale
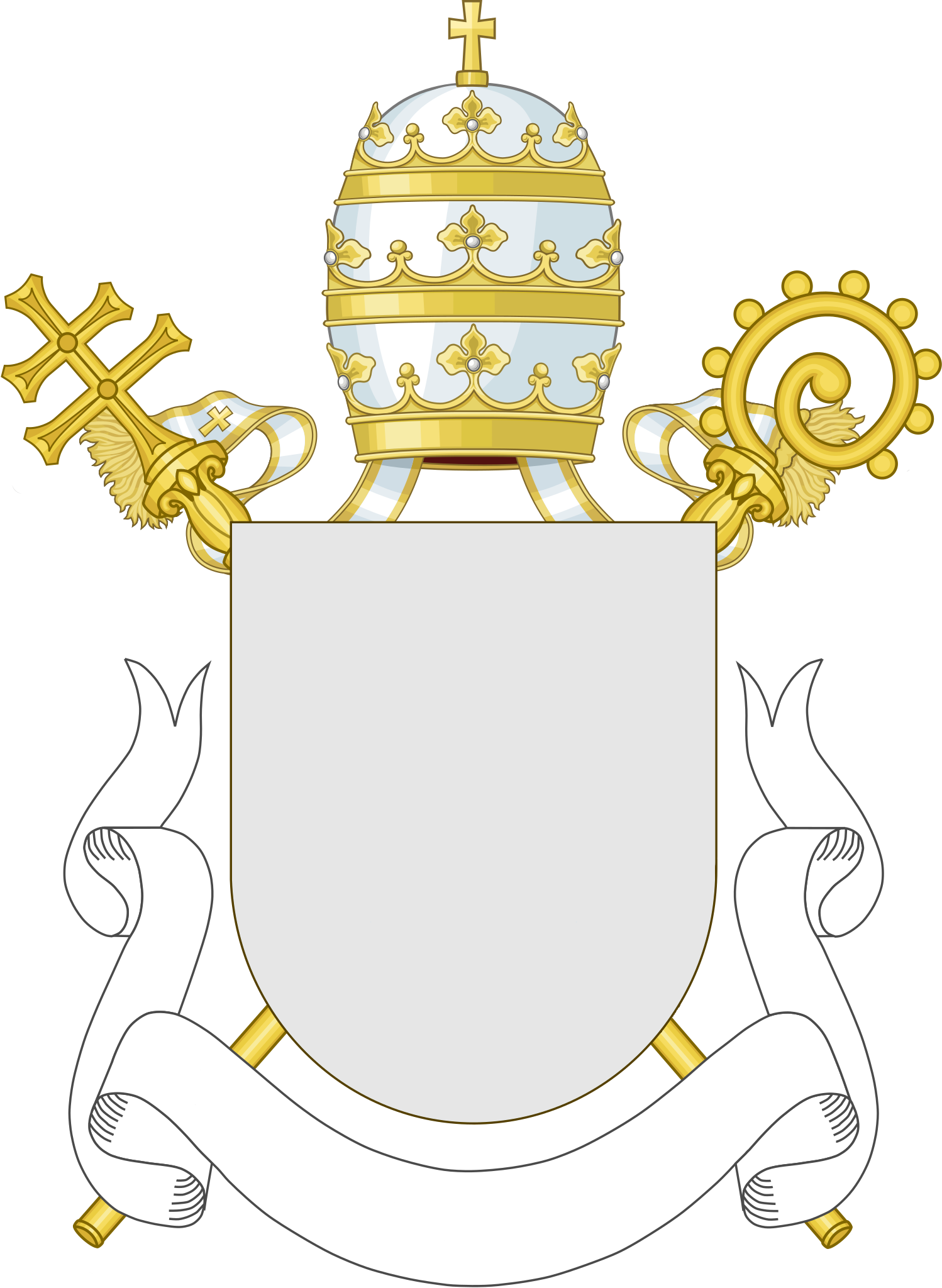
Stemma del patriarca di Lisbona (caduto in disuso)
Stemma da patriarca della Chiesa armeno-cattolica
Stemma da patriarca di Baghdad dei Caldei

 Arcivescovi 

Stemma da arcivescovo metropolita con pallio
Stemma da arcivescovo
Stemma da arcivescovo ad personam o honoris causa (caduto in disuso)
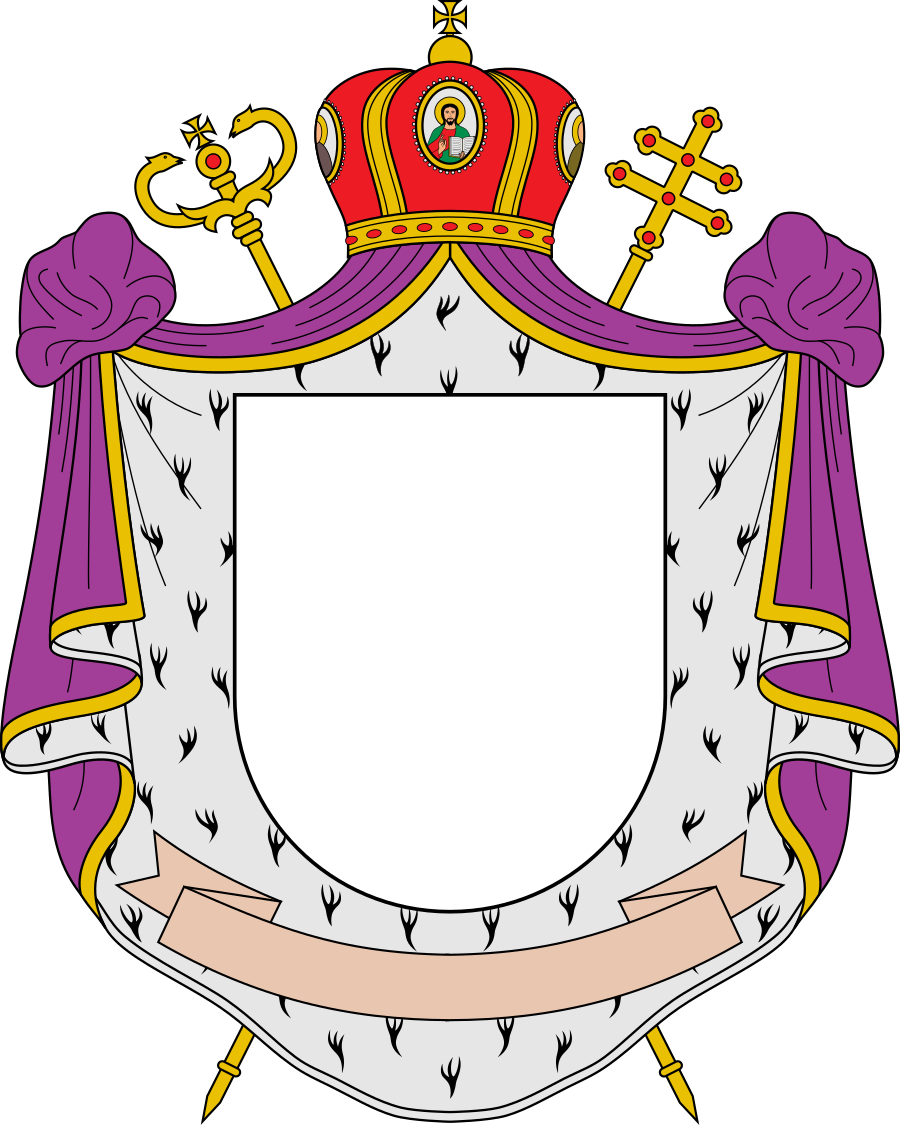
Stemma da arcieparca di rito bizantino

Casi speciali

Stemma da arcivescovo di Salisburgo (rosso con 10 nappe per lato)
Stemma da arcivescovo di Udine o da arcivescovo elettore del Sacro Romano Impero
Stemma da arcivescovo di Strasburgo (galero paonazzo)

 Vescovi 

Stemma da vescovo
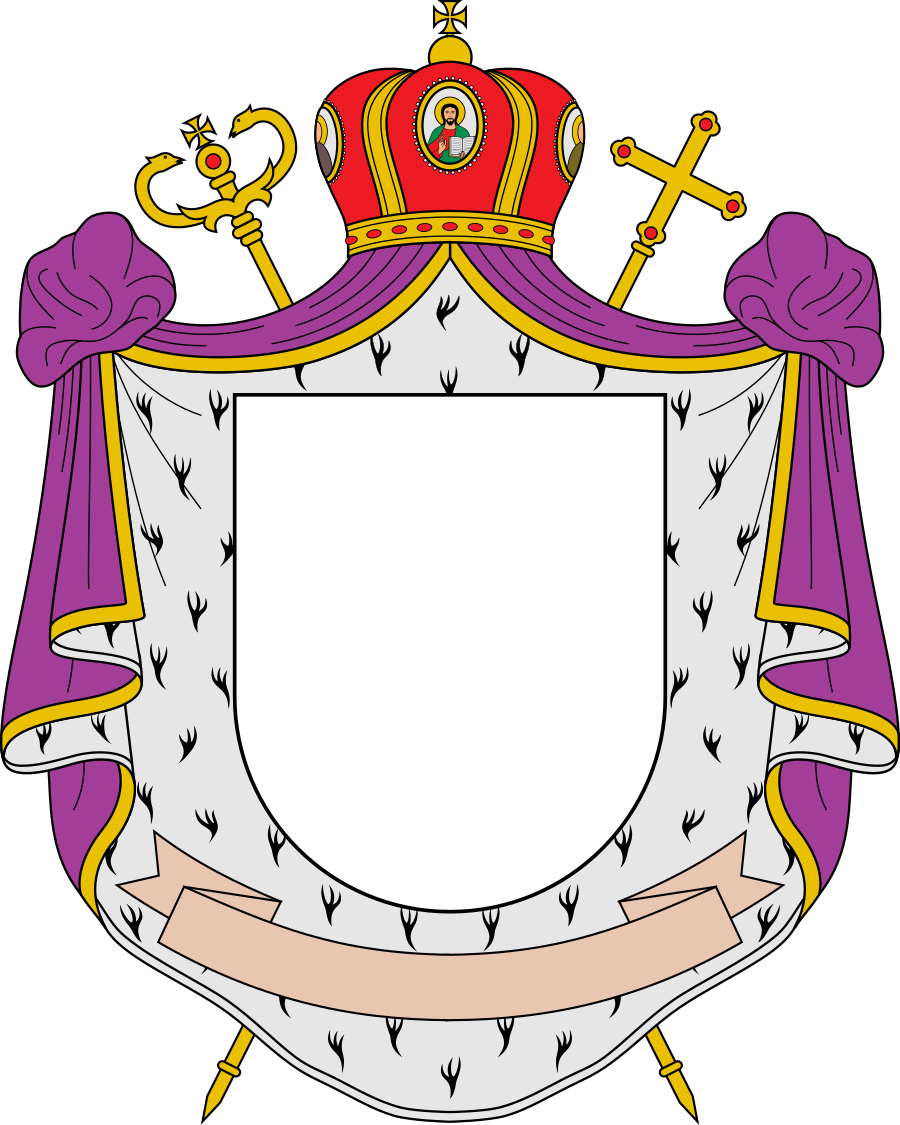
Stemma da eparca di rito bizantino

Casi speciali

Stemma da vescovo di Novara (croce astile doppia con cinque pietre rosse)[1]

 Monsignori 

Stemma da prelato di fiocchetto (oggi abolito)
Stemma da protonotario apostolico
Stemma da prelato d'onore di Sua Santità
Stemma da cappellano di Sua Santità o da Arciprete di Basilica

 Presbiteri regolari e secolari 

Stemma da arciabate (congregazioni benedettine)
Stemma da abate norbertino
Stemma da abate ordinario a capo di un'abbazia territoriale
Stemma da abate, Prevosto mitrato (che ha ricevuto i privilegi episcopali senza essere stato nominato monsignore o vescovo), o prevosto generale di un ordine ecclesiastico
Stemma da badessa
Stemma da Coadiutore delle Basiliche Maggiori
Stemma da Canonico delle Basiliche Minori
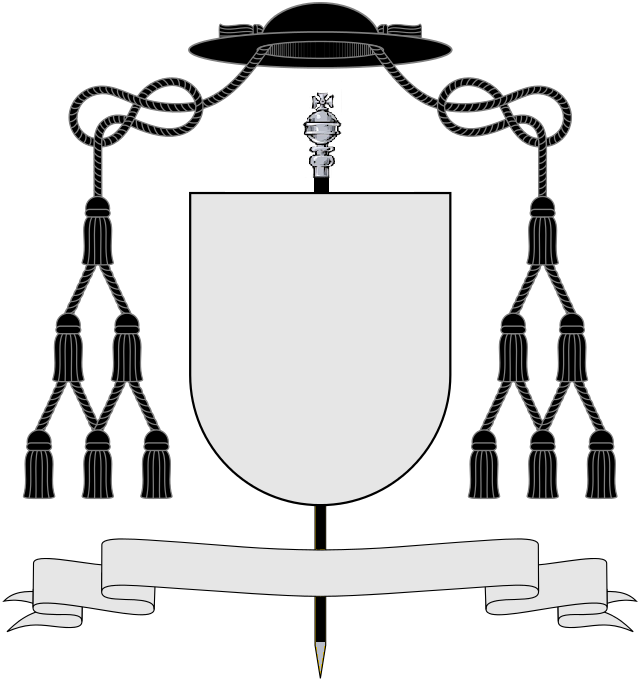
Stemma da prevosto a capo di una pieve (solitamente ambito ambrosiano), vicario foraneo
Stemma da vicario generale, vicario episcopale (sei nappe nere per lato)
Stemma da Parroco
Stemma da vicario parrocchiale
Stemma da cappellano militare
Stemma da presbitero

Casi speciali

Stemma da abate delle Fiandre

 Gran maestri ed appartenenti ad ordini cavallereschi 

Stemma da gran maestro del Sovrano Militare Ordine di Malta
Stemma da cardinale appartenente al Sovrano Militare Ordine di Malta
Stemma di balivo di gran croce del Sovrano Militare Ordine di Malta (da aggiungere gli attributi propri della propria qualifica ecclesiastica)

Stemma da cardinale gran maestro o da cardinale appartenente all'Ordine equestre del Santo Sepolcro di Gerusalemme
Stemma da patriarca gran priore dell'Ordine equestre del Santo Sepolcro di Gerusalemme
Stemma da arcivescovo assessore dell'Ordine equestre del Santo Sepolcro di Gerusalemme
Stemma da ecclesiastico dell'Ordine equestre del Santo Sepolcro di Gerusalemme (da aggiungere gli attributi propri della qualifica ecclesiastica)

Stemma da gran maestro dell'Ordine teutonico

Stemma da cappellano (Cavaliere di Gran Croce) dell'Ordine costantiniano di San Giorgio
Stemma da cappellano (cavaliere o commendatore) dell'Ordine costantiniano di San Giorgio

 Sacro Romano Impero 

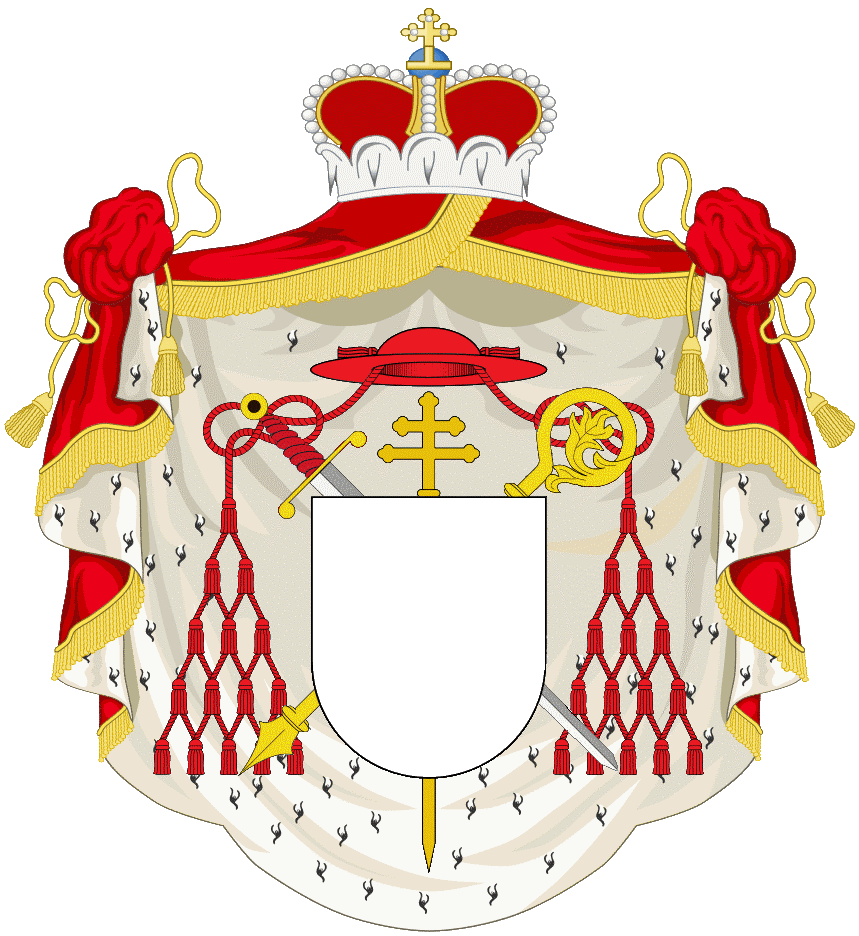
Stemma da cardinale principe arcivescovo
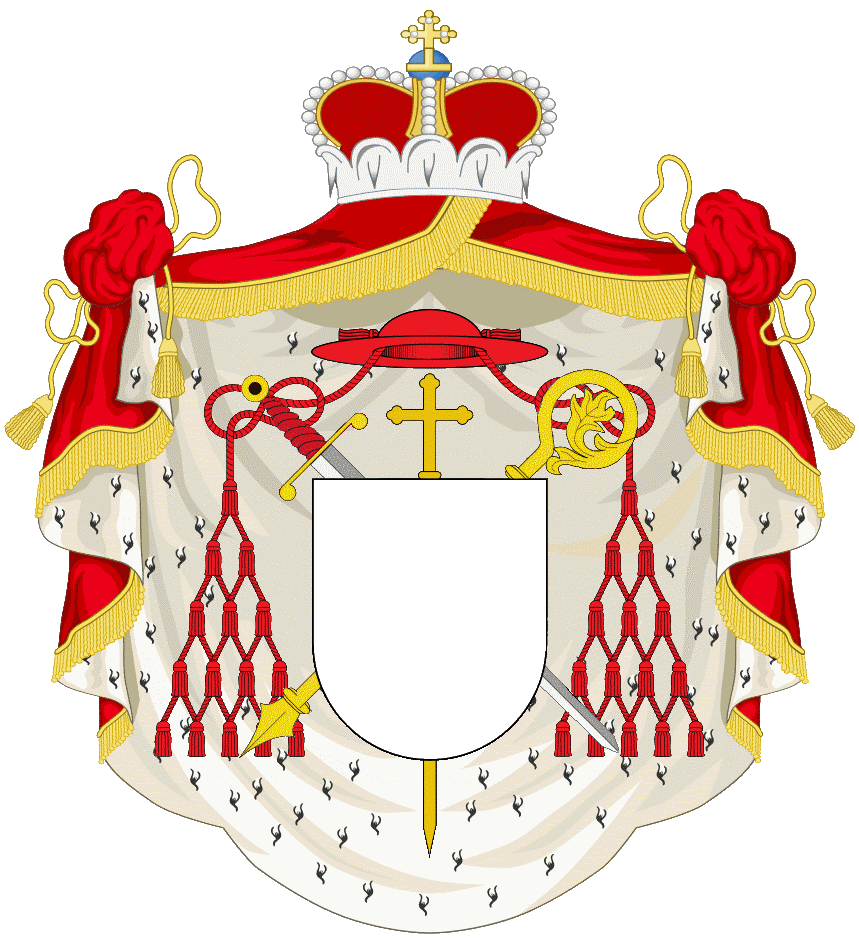
Stemma da cardinale principe vescovo
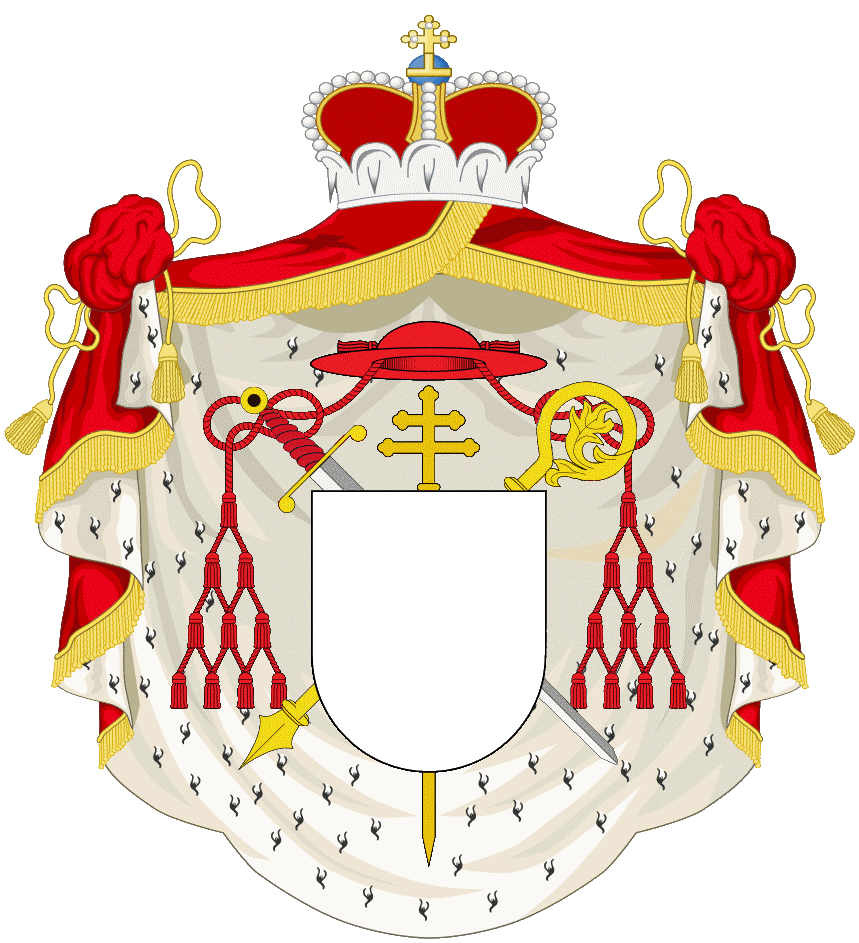
Stemma da Principe-arcivescovo di Salisburgo
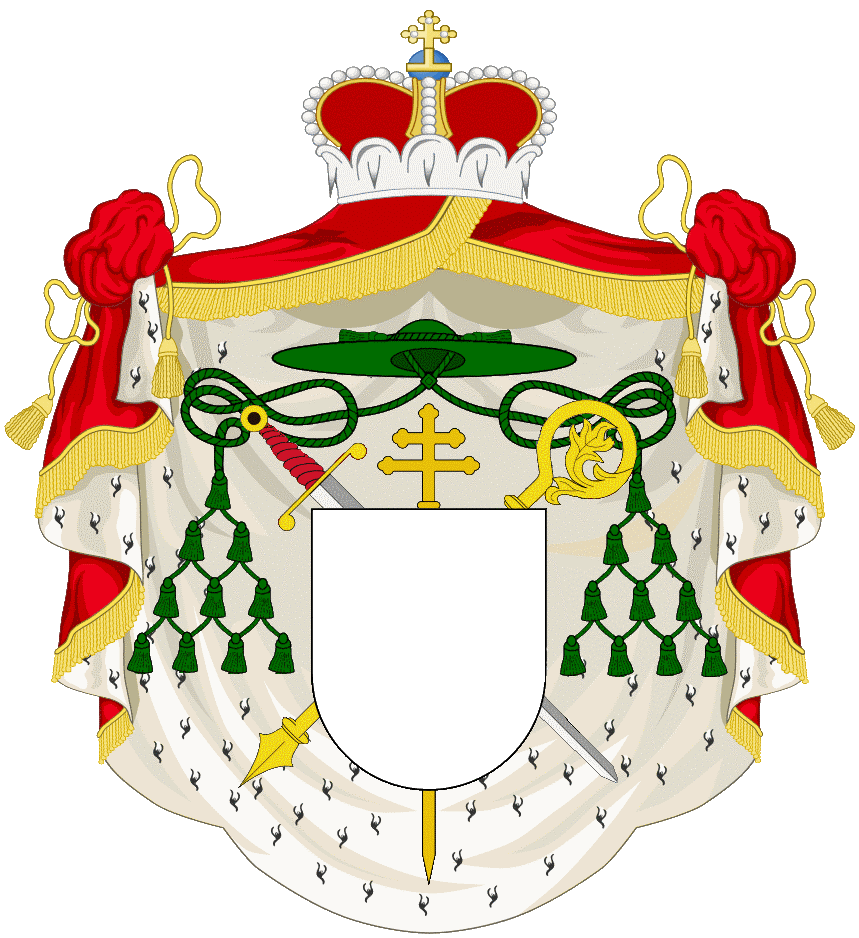
Stemma da principe arcivescovo
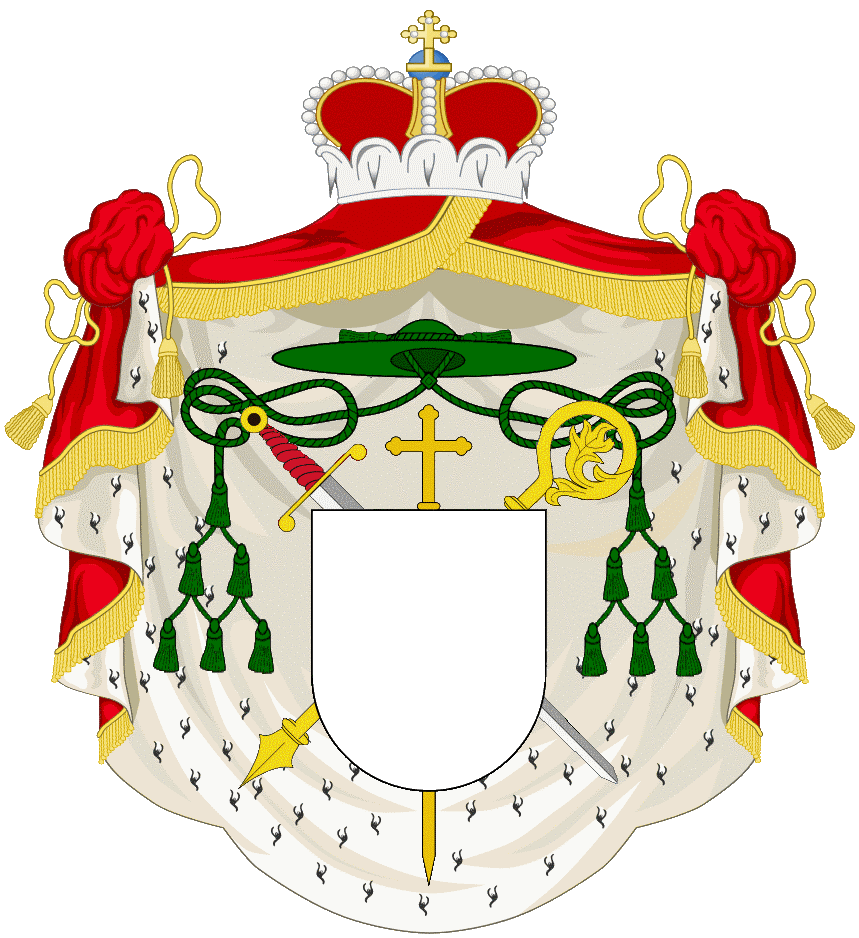
Stemma da principe vescovo
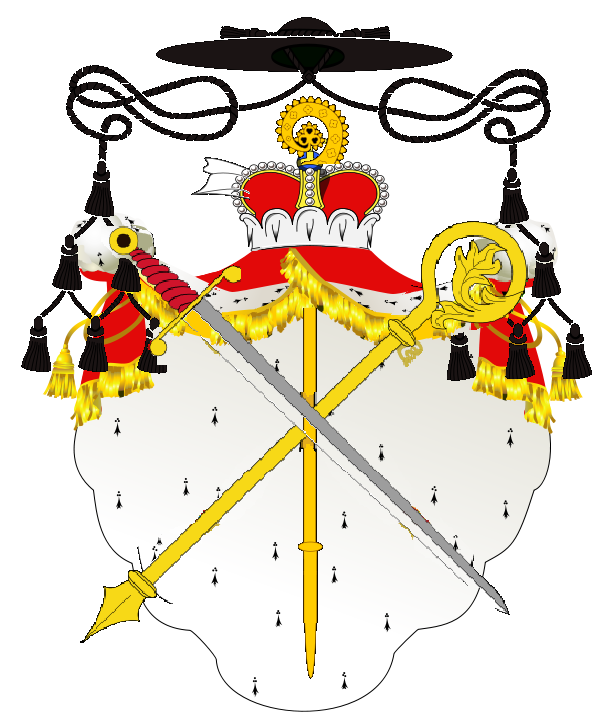
Stemma da principe-abate
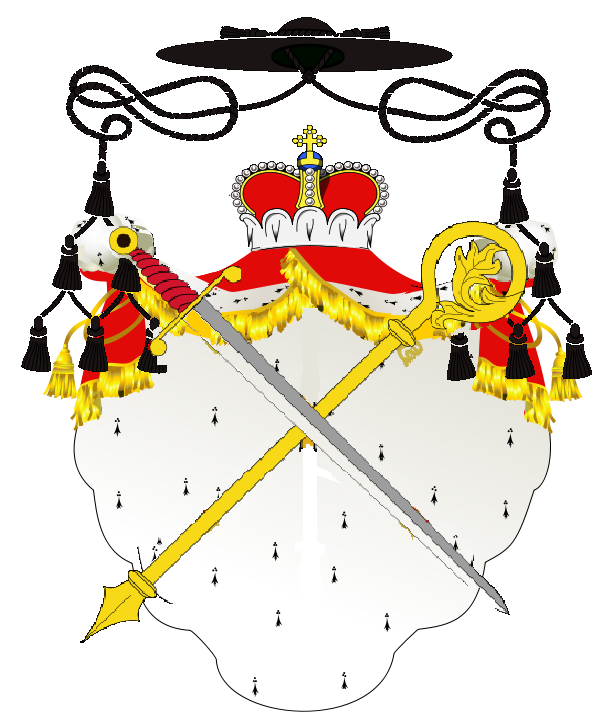
Stemma da principe-prevosto
Stemma da arcivescovo-conte
Stemma da vescovo-conte
Stemma da abate-conte

Altri ecclesiastici e stemmi di ordini
Sono di seguito riportati gli ordini mendicanti ancora attivi, elencati in ordine storico giuridico di precedenza:

Stemma dell'Ordine dei frati predicatori (1216, Ordo fratrum praedicatorum, O.P., mendicante)
Stemma dell'Ordine dei frati minori (1897, Ordo fratrum minorum, O.F.M., mendicante)
Stemma dell'Ordine dei frati minori conventuali (1209, Ordo fratrum minorum conventualium, O.F.M.Conv., mendicante)
Stemma dell'Ordine dei frati minori cappuccini (1525, Ordo fratrum minorum capuccinorum, O.F.M.Cap., mendicante)
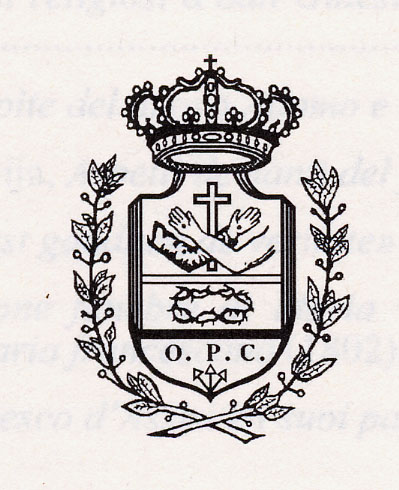
Stemma del Terzo ordine regolare di San Francesco (1211, Tertius ordo regularis Sancti Francisci, T.O.R., mendicante)
Stemma dell'Ordine dei Frati di Sant'Agostino (1244, Ordo Fratrum Sancti Augustini, O.S.A., mendicante)
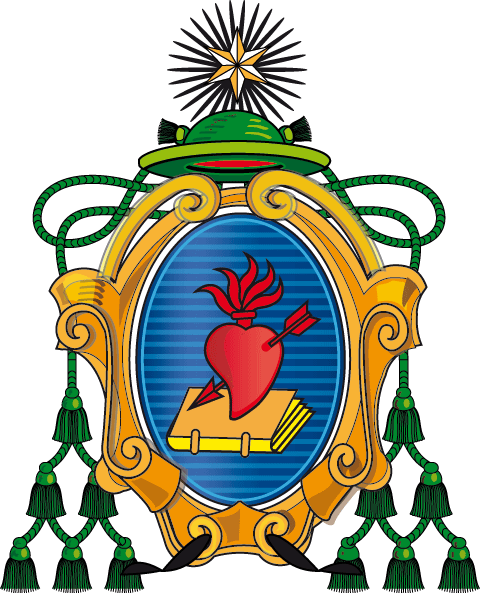
Stemma dell'Ordine degli agostiniani recolletti (1588, Ordo Augustinianorum Recollectorum, O.A.R., mendicante)
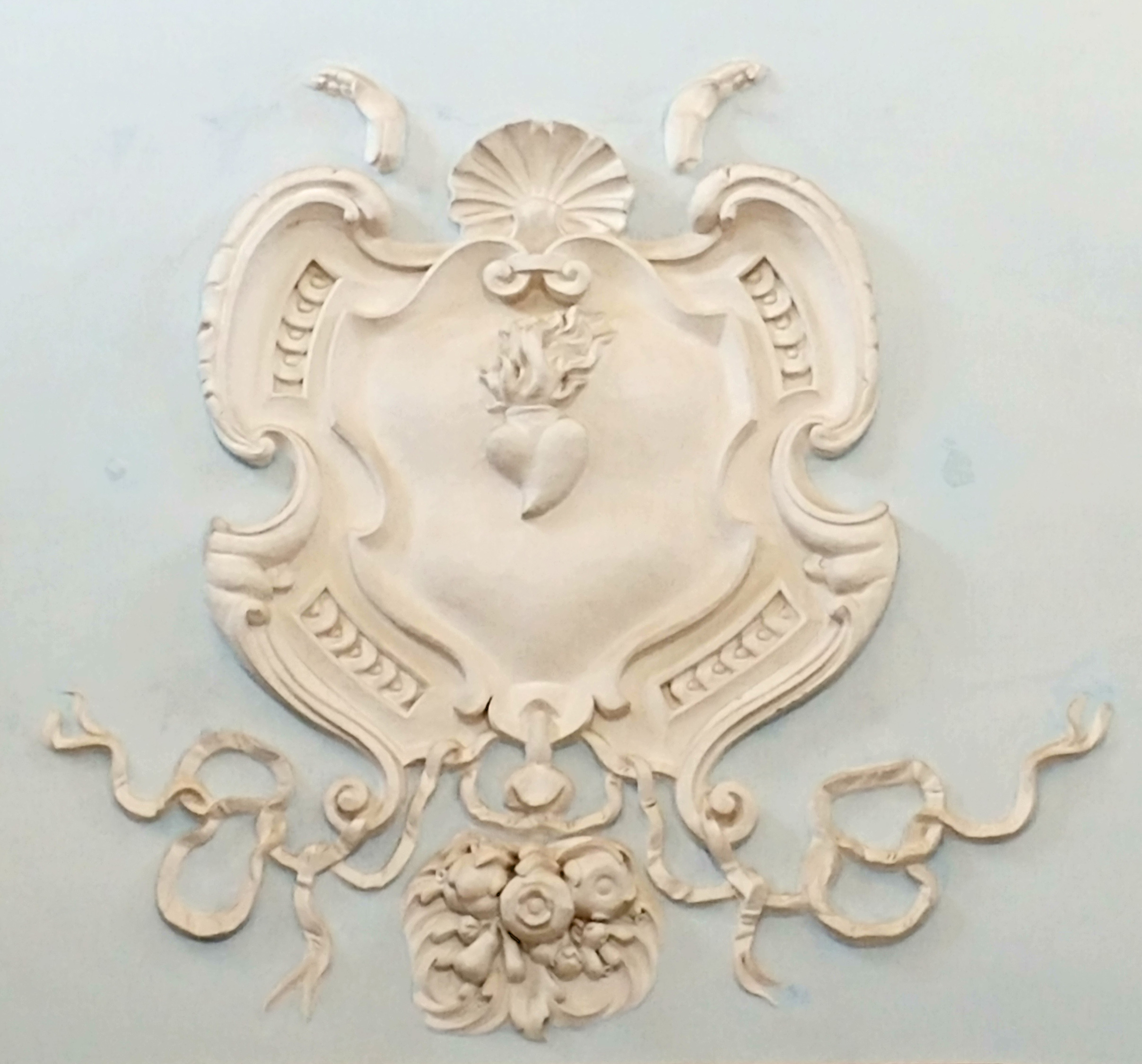
Stemma dell'Ordine degli agostiniani scalzi (1593, Ordo Augustiniensium Discalceatorum, O.A.D., mendicante)
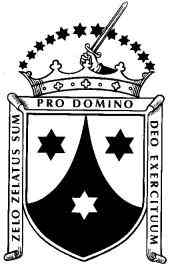
Stemma dell'Ordine della Beata Vergine del Monte Carmelo (1317, Ordo Fratrum Beatissimae Mariae Virginis de Monte Carmelo, O.Carm., mendicante)
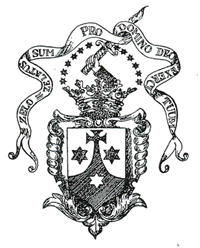
Stemma dell'Ordine dei Fratelli Scalzi della Beata Maria Vergine del Monte Carmelo (1562, Ordo Fratrum Discalceatorum Beatae Mariae Virginis de Monte Carmelo, O.C.D., mendicante)
Stemma dell'Ordine della Santissima Trinità (1193, Ordo Sanctissimae Trinitatis, O.SS.T., mendicante)
Stemma dell'Ordine della Beata Maria Vergine della Mercede (1218, Ordo Beatae Mariae Virginis de Mercede, O. de M., mendicante)
Stemma dell'Ordine dei Padri Scalzi della Beata Maria Vergine della Mercede (1621, Ordo PP. Excalceatorum Beatae Mariae Virginis de Mercede, O.M.D., mendicante)
Stemma dell'Ordine dei Servi della Beata Vergine Maria (1233, Ordo Servorum Beatae Virginis Mariae, O.S.M., mendicante)
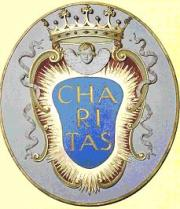
Stemma dell'Ordine dei Minimi (1470, Ordo Minimorum, O.M., mendicante)
Stemma dell'Ordine ospedaliero di San Giovanni di Dio (1572, Ordo Hospitalarius Sancti Ioannis de Deo, O.H., mendicante)
Ordine dei fratelli di Betlemme (1668, Ordo Fratrum Bethlemitarum, O.F.B., mendicante)

Tra gli ordini mendicanti soppressi o estinti: 

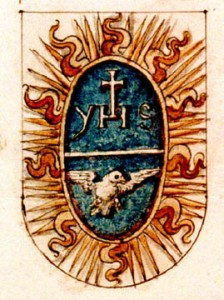
Chierici Apostolici di San Geronimo, (1360-1668) Clerici apostolici Sancti Hieronymi, mendicante)
Eremiti di Monte Senario, (1???-1???, ???, mendicante)
Ordine dei Frati di Sant'Ambrogio ad Nemus (1375-1643, Ordo Fratrum Sancti Ambrosii ad Nemus, O.Poen., mendicante)
Ordine dei Frati penitenti di Gesù Nazareno (1752-1935, Ordo Poenitentium a Iesu Nazareno, O.Poen., mendicante)
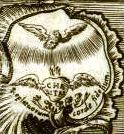
Ordine dei Fratelli della carità di Sant'Ippolito (1534-1821, Orde de Germans de la Caritat de Sant Hipòlit, O.Poen., mendicante)

Stemma dell'Ordine di San Benedetto
Stemma dell'Ordine Francescano
Stemma dell'Ordine Cistercense
Ordine Certosino (1084, Ordo cartusiensis, O.Cart., mendicante)
Stemma dell'Ordine delle Monache Carmelitane

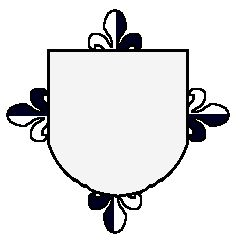
Stemma dei priori dell'Ordine dei domenicani e dei maestri dell'Ordine secolare della Milizia di Cristo

Enti cattolici

Stemma di basilica maggiore romana
Stemma di basilica minore romana

### Chiesa ortodossa

Stemma da patriarca di rito bizantino
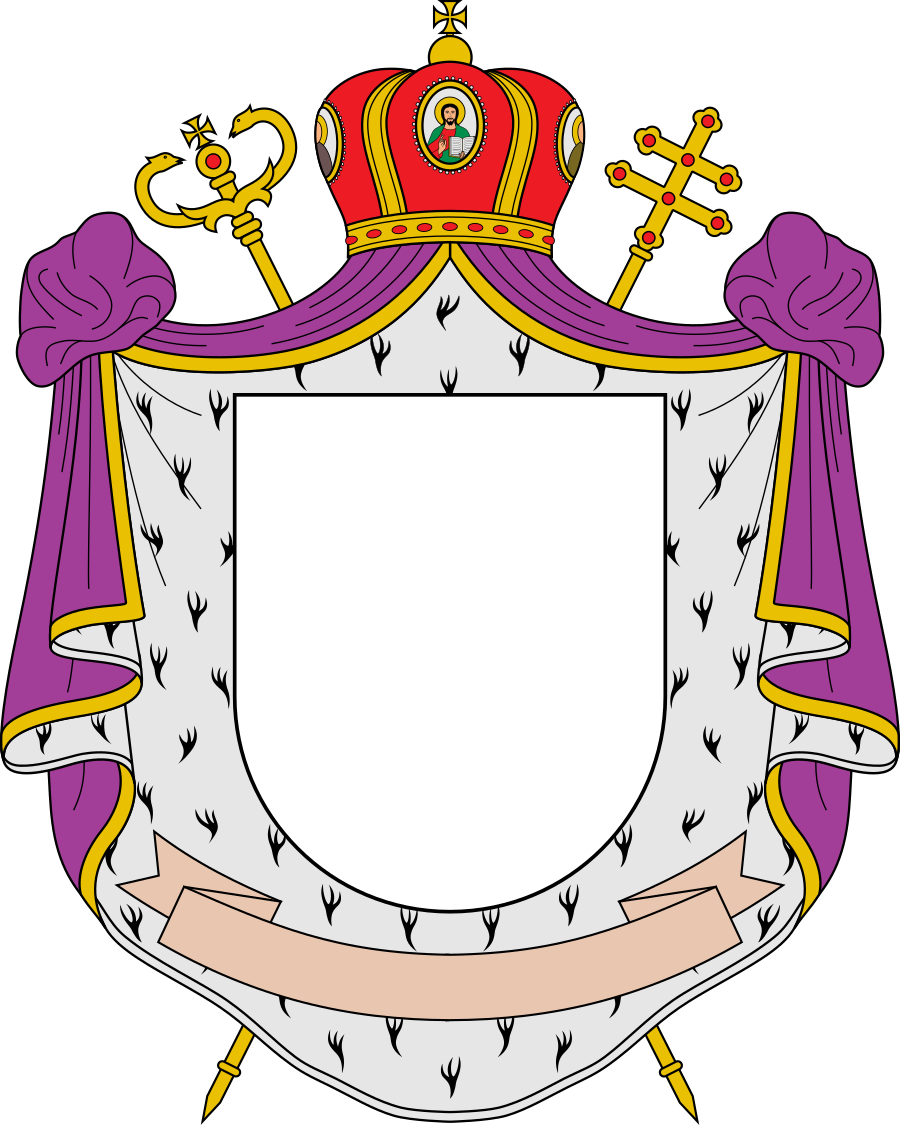
Stemma da arcieparca di rito bizantino
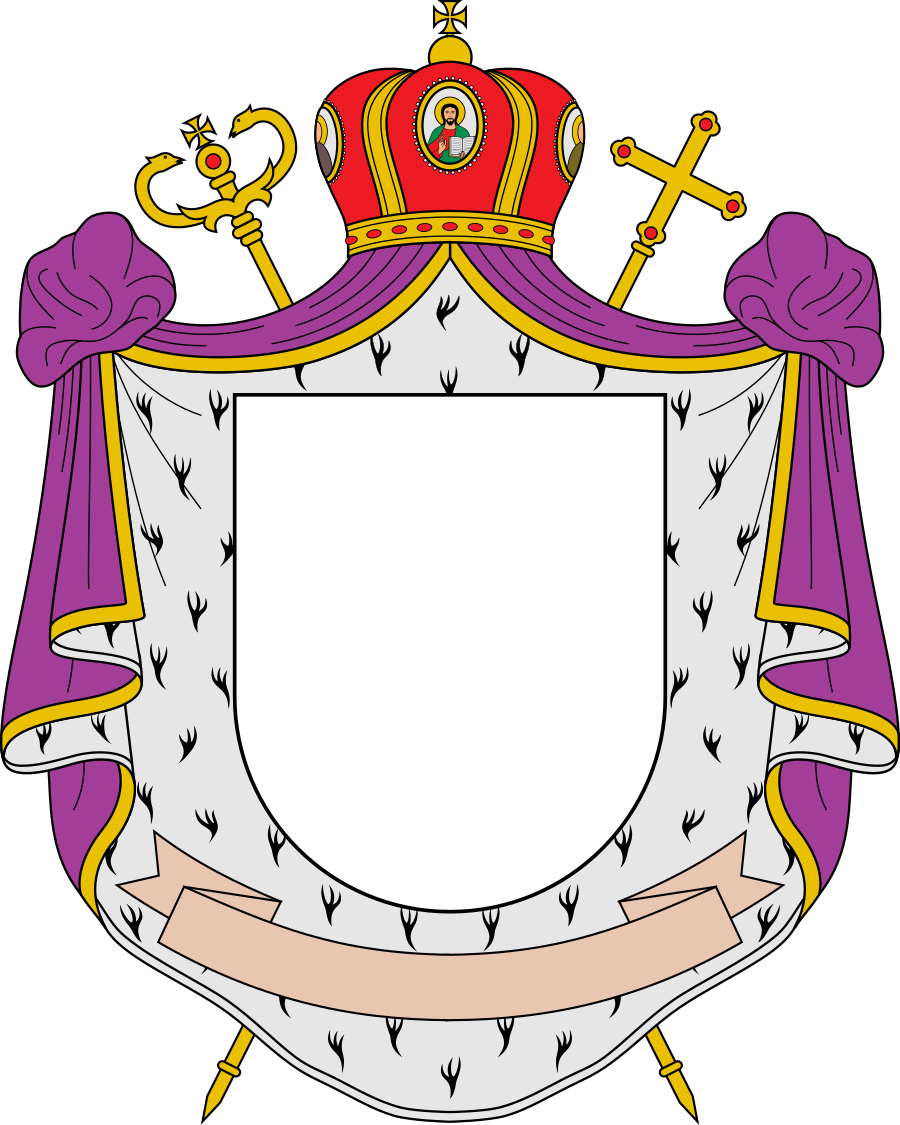
Stemma da eparca di rito bizantino
Stemma da patriarca armeno-cattolico
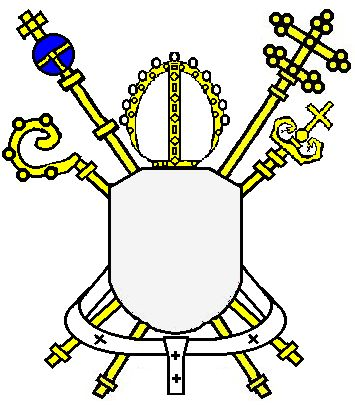
Stemma da patriarca armeno

### Chiesa vetero cattolica

Stemma da vescovo della chiesa vetero cattolica

### Anglicanesimo

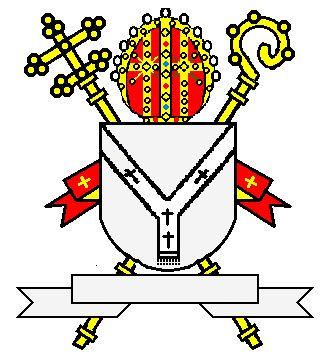
Stemma da arcivescovo anglicano
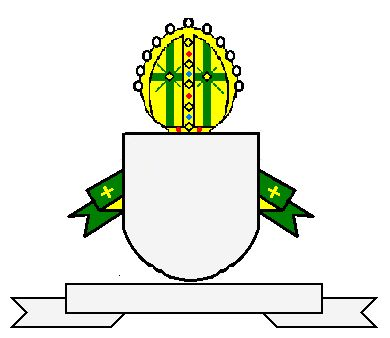
Stemma da vescovo anglicano
Stemma da vescovo anglicano (Chiesa d'Inghilterra)
Stemma da arcidiacono anglicano (Chiesa d'Inghilterra)
Stemma da decano anglicano (Chiesa d'Inghilterra)
Stemma da canonico del Re anglicano (Chiesa d'Inghilterra)
Stemma da canonico anglicano (Chiesa d'Inghilterra)
Stemma da pastore anglicano (Chiesa d'Inghilterra)
Stemma da diacono anglicano (Chiesa d'Inghilterra)